# Велоспорт на літніх Олімпійських іграх 2012 – групова шосейна гонка (жінки)
Групова шосейна велогонка серед жінок на літніх Олімпійських іграх 2012 пройшла 29 липня. У змаганні взяло участь 67 спортсменок з 36 країн. Дистанція гонки, прокладеної на південному заході Лондона склала 140 км.

## Призери
| Золото                    | Срібло                            | Бронза                    |
| Маріанне Вос · Нідерланди | Ліззі Армітстед · Велика Британія | Ольга Забелінська · Росія |

## Хід гонки

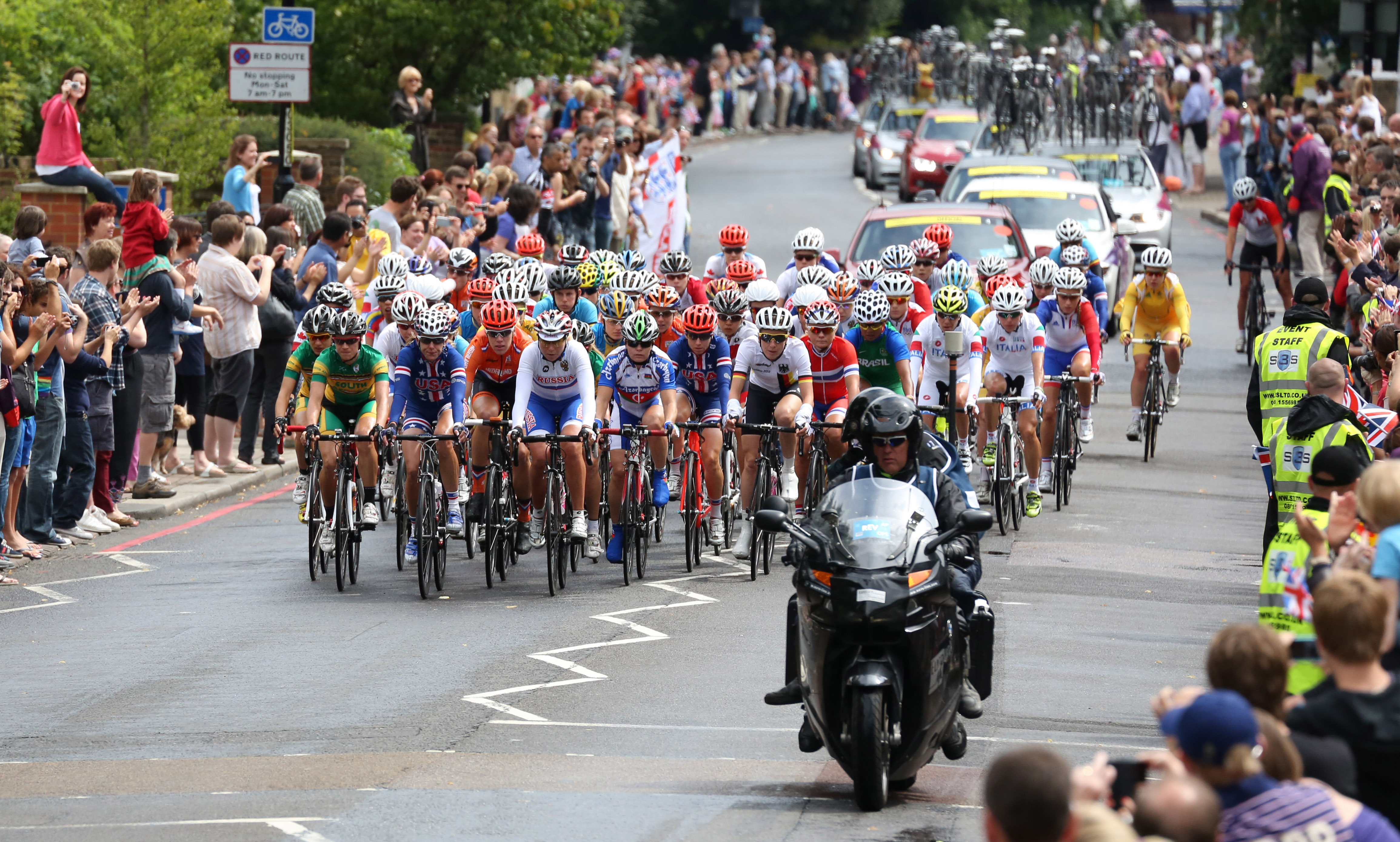
На старті гонки

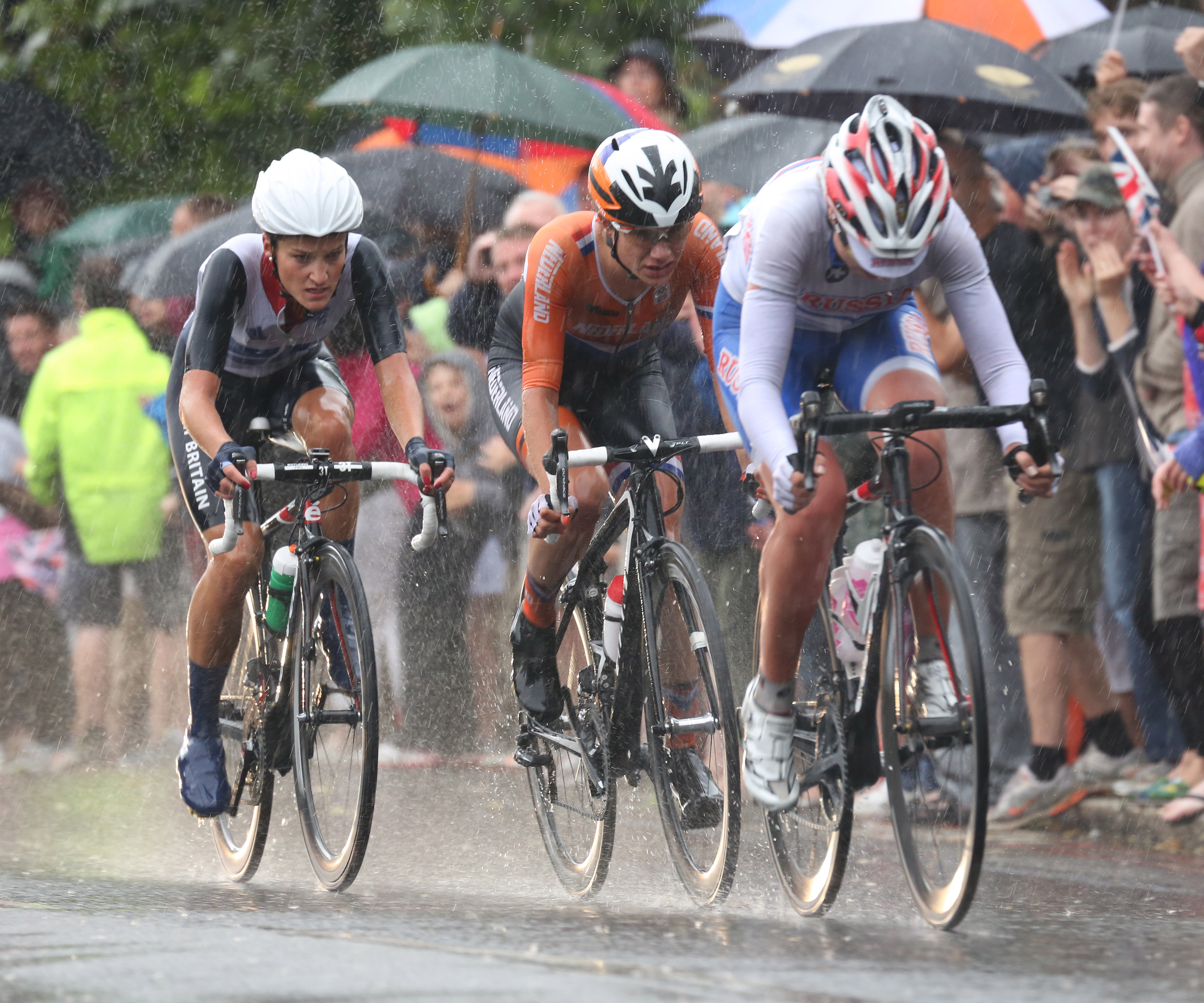
Трійка призерів

Гонка стартувала у ясну погоду, проте потім погодні умови погіршилися і до самого фінішу пішов сильний дощ. У кінцівці у відрив від основної групи пішла трійка учасниць, яка між собою на фінішній прямій і розіграла весь комплект медалей.